# 克丽丝滕·约翰斯顿
克丽丝滕·约翰斯顿（英語：Kristen Johnston，1967年9月20日—），美国女演员。曾获得黄金时段艾美奖喜剧类电视系列剧最佳女配角。